# 計分投票制
计分投票制(Range voting或Score voting)，是一种选民为每位候选人计分的投票制度，它适用于单职位选举，将每位候选人的计分分别累加，得分最高者即赢得投票。计分可以使用不同的数字，例如从0至5或从0至10。选民可以给不同的候选人打相等的分数，没有选民的信息在计票过程中被丢弃，这些都是相对排序复选制的优点。计分投票制可以很精确地的衡量选民的喜好，有研究认为它不容易选出极端的领导人，从而尽可能避免社会动荡。
因为计分投票制可以分散计票，所以没必要先将全部选票集中到一个地点再点票，也就避免了选票搬运过程中可能出现的舞弊风险。

## 研究文件
- 选举的困境 - 美国北卡大学教授赵心树著,书中探讨了各种现行选举制度的优缺点并提出了几种接近完美的选举制度 （页面存档备份，存于）